# 擇捉郡
擇捉郡（日语：／ Etorofu gun */?）為日本北海道根室振兴局下轄的郡，轄區為北方四島（南千島群島）的擇捉島西南部區域。郡名來自於阿伊努語的「etu-or-o-p」，意思為「岬所在之處」。
但自1945年9月起南千島群島已被蘇聯佔領並治理，直到仍由繼承蘇聯的俄羅斯所治理；因此此郡現僅做為日本為主張南千島群島主權而設置的行政區劃，並無任何實際功能。

## 轄區
轄區包含1村：
- 留別村

## 沿革

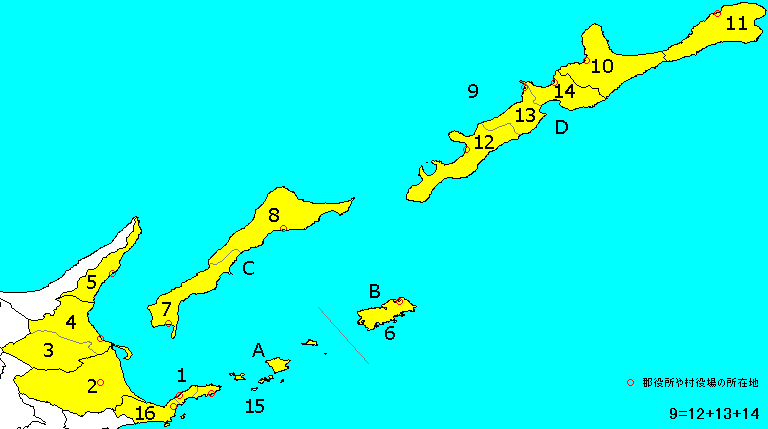
12為泽捉郡最初的範圍，1923年後13和14被併入擇捉郡

- 1869年8月15日：北海道設置11國86郡，千島國擇捉郡成立。
- 1897年11月：北海道實施支廳制，千島國擇捉郡隸屬紗那支廳之管轄，此時擇捉郡下轄丹根萌村、內保村。[1]（2村）
- 1903年12月：根室支廳與紗那支廳合併。
- 1923年4月1日：丹根萌村、內保村、紗那郡留別村、振別郡振別村、老門村合併為擇捉郡留別村，成為北海道二級村。（1村）
- 1945年9月：轄區被被蘇聯佔領。